# Takamoto Katsuta
Takamoto Katsuta (勝田 貴元 Katsuta Takamoto?,  Nagoya, Japón, 17 de marzo de 1993) es un piloto de rally japonés. Actualmente compite para el Toyota Gazoo Racing WRT en el campeonato de WRC con un del Toyota GR Yaris Rally1 oficiales. 

## Trayectoria
Al comienzo de su carrera con Mäkinen y Toyota, Katsuta participó en rallys determinados mientras practicaba a tiempo completo en Finlandia, bajo la supervisión de Mäkinen. Las primeras participaciones de Katsuta con el Tommi Mäkinen Racing fueron en eventos locales finlandeses y letones, conduciendo un Subaru Impreza WRX. 

### 2016
A partir de 2016, Katsuta fue acompañado por un copiloto muy experimentado, Daniel Barritt. Experimentó un éxito medio en los rallies locales finlandeses, antes de recibir un Ford Fiesta R5 para el Rally de Estonia, su primer rally de larga distancia en un automóvil con tracción en las cuatro ruedas homologado por la FIA. Este fue también su comienzo en el Campeonato Europeo de Rally. No pudo terminar el rally después de estrellarse en el segundo día de competencia. A pesar de esto, Mäkinen llevó a Katsuta y a Hiroki Arai a  debutar en el Campeonato Mundial de Rally en Finlandia, corriendo en la clase WRC-2. Katsuta terminó 12º en su clase, dieciséis minutos detrás del ganador de la clase.

### 2017
A partir de 2017, Katsuta participó en un programa completo en la categoría WRC-2, la segunda categoría del Campeonato Mundial de Rally, junto con su compatriota Hiroki Arai. Katsuta también correría en rallys locales fuera de Finlandia. Su copiloto en esta temporada fue el finlandés Marko Salminen. Los éxitos para los dos pilotos fueron pocos y distantes entre sí, pero Katsuta se haría un nombre al conseguir un podio en el Rally d'Italia Sardegna en la categoría WRC-2.

### 2018
Después de su aparición en la escena internacional en 2017, Katsuta comenzaría a disfrutar de más éxitos en 2018. Comenzó con un tercer puesto en el Rally del Ártico, uno de los rallyes locales más grandes de Finlandia. Luego, en el Rally de Suecia, después de ganar 10 de las 19 etapas especiales, Katsuta ganó el rally en la categoría WRC-2, terminando 11º en la general. Ganó por solo 4.5 segundos al piloto de fábrica de Škoda y por entonces campeón del WRC-2, Pontus Tidemand. Después de este éxito sorpresa, Katsuta y su compañero de equipo Hiroki Arai continuaron participando en los eventos europeos del WRC, aunque sin alcanzar el nivel de éxito alcanzado en Suecia.

## Victorias

### Victorias en el WRC-2
| # | Rally                | Temp. | Copiloto       | Auto           |
| - | -------------------- | ----- | -------------- | -------------- |
| 2 | 66th Rally Sweden    | 2018  | Marko Salminen | Ford Fiesta R5 |
| 2 | 1. Copec Rally Chile | 2019  | Daniel Barritt | Ford Fiesta R5 |

## Estadísticas

### Resultados en el Campeonato Mundial de Rally
| Año  | Equipo                     | Automóvil              | 1       | 2       | 3       | 4       | 5      | 6       | 7       | 8       | 9       | 10     | 11      | 12     | 13     | 14    | Pos. | Puntos |
| ---- | -------------------------- | ---------------------- | ------- | ------- | ------- | ------- | ------ | ------- | ------- | ------- | ------- | ------ | ------- | ------ | ------ | ----- | ---- | ------ |
| 2016 | Tommi Mäkinen Racing       | Ford Fiesta R5         | MON     | SWE     | MEX     | ARG     | POR    | ITA     | POL     | FIN 27  | GER     | CHN C  | FRA     | ESP    | GBR    | AUS   | NC   | 0      |
| 2017 | Tommi Mäkinen Racing       | Ford Fiesta R5         | MON     | SWE 22  | MEX     | FRA     | ARG    | POR 36  | ITA 14  | POL     | FIN Ret | GER    | ESP 51  | GBR    | AUS    |       | NC   | 0      |
| 2018 | Tommi Mäkinen Racing       | Ford Fiesta R5         | MON     | SWE 11  | MEX     | FRA 35  | ARG    | POR 26  | ITA Ret | FIN Ret | GER     | TUR    | GBR     | ESP 24 | AUS    |       | NC   | 0      |
| 2019 | Tommi Mäkinen Racing       | Ford Fiesta R5         | MON 13  | SWE Ret | MEX     | FRA 14  | ARG 16 | CHL 14  | POR 21  | ITA Ret | FIN Ret |        | TUR     |        |        |       | 25º  | 1      |
| 2019 | Tommi Mäkinen Racing       | Toyota Yaris WRC       |         |         |         |         |        |         |         |         |         | GER 10 |         |        | ESP 39 |       | 25º  | 1      |
| 2019 | Tommi Mäkinen Racing       | Ford Fiesta R5 Mk. II  |         |         |         |         |        |         |         |         |         |        |         | GBR 14 |        | AUS C | 25º  | 1      |
| 2020 | Toyota Gazoo Racing WRT    | Toyota Yaris WRC       | MON 7   | SWE 9   | MEX     | EST Ret | TUR    | ITA Ret | MNZ 20  |         |         |        |         |        |        |       | 13º  | 13     |
| 2021 | Toyota Gazoo Racing WRT    | Toyota Yaris WRC       | MON 6   | ART 6   | CRO 6   | POR 4   | ITA 4  | SAF 2   | EST Ret | BEL Ret | GRE WD  | FIN 37 | ESP 41  | MNZ 7  |        |       | 7º   | 78     |
| 2022 | Toyota Gazoo Racing WRT NG | Toyota GR Yaris Rally1 | MON 8   | SWE 4   | CRO 6   | POR 4   | ITA 6  | SAF 3   | EST 5   | FIN 6   | BEL 5   | GRE 6  | NZL Ret | ESP 7  | JPN 3  |       | 5º   | 122    |
| 2023 | Toyota Gazoo Racing WRT    | Toyota GR Yaris Rally1 | MON 6   | SWE Ret | MEX 23  | CRO 6   | POR 33 | ITA 40  | SAF 4   | EST 7   | FIN 3   | GRE 6  | CHL 5   | EUR 5  | JPN 5  |       | 7.º  | 101    |
| 2024 | Toyota Gazoo Racing WRT    | Toyota GR Yaris Rally1 | MON 7   | SWE 45  | SAF 2   | CRO 5   | POR 29 | ITA 35  | POL 8   | LAT 6   | FIN 41  | GRE 40 | CHL WD  | EUR 4  | JPN 4  |       | 6.º  | 116    |
| 2025 | Toyota Gazoo Racing WRT    | Toyota GR Yaris Rally1 | MON Ret | SWE 2   | SAF Ret | ESP 4   | POR 5  | ITA 5   | GRE 30  | EST Ret | FIN     | PAR    | CHL     | EUR    | JPN    | SAU   | 7.º  | 63     |

### Resultados en el WRC-2
| Año  | Equipo               | Automóvil      | 1   | 2       | 3   | 4     | 5     | 6      | 7       | 8       | 9       | 10    | 11     | 12     | 13  | 14    | Pos. | Puntos |
| ---- | -------------------- | -------------- | --- | ------- | --- | ----- | ----- | ------ | ------- | ------- | ------- | ----- | ------ | ------ | --- | ----- | ---- | ------ |
| 2016 | Tommi Mäkinen Racing | Ford Fiesta R5 | MON | SWE     | MEX | ARG   | POR   | ITA    | POL     | FIN 12  | GER     | CHN C | FRA    | ESP    | GBR | AUS   | NC   | 0      |
| 2017 | Tommi Mäkinen Racing | Ford Fiesta R5 | MON | SWE 9   | MEX | FRA   | ARG   | POR 14 | ITA 3   | POL     | FIN Ret | GER   | ESP 14 | GBR    | AUS |       | 21º  | 17     |
| 2018 | Tommi Mäkinen Racing | Ford Fiesta R5 | MON | SWE 1   | MEX | FRA 8 | ARG   | POR 13 | ITA Ret | FIN Ret | GER     | TUR   | GBR    | ESP 12 | AUS |       | 14º  | 29     |
| 2019 | Takamoto Katsuta     | Ford Fiesta R5 | MON | SWE Ret | MEX | FRA 4 | ARG 5 | CHL 1  | POR 13  | ITA Ret | FIN Ret | GER   | TUR    | GBR    | ESP | AUS C | 8º   | 47     |